# Beauty and the Beast (canción)
«Beauty and the Beast» (en español: La Bella y la Bestia) es una canción de 1991 escrita y compuesta por los estadounidenses Howard Ashman y Alan Menken respectivamente, para la película homónima de Disney, ganadora del premio Óscar a la mejor canción original de dicho año. La primera grabación de la canción estaba interpretada por la actriz británica Angela Lansbury; posteriormente se grabó una versión a dúo por la cantante canadiense Celine Dion y el estadounidense Peabo Bryson.

## Descripción
La canción fue lanzada al mercado el 29 de octubre de 1991 por la compañía discográfica Walt Disney Records. Está clasificada como de género Show tune y Adult contemporary, con una duración de 2 minutos y 44 segundos.
Lansbury estuvo en un principio dudando de grabar la canción debido a su envejecida voz, pero finalmente accedió y su versión se puede escuchar en la famosa escena donde los protagonistas bailan en un lujoso salón, y ella interpreta a la tetera.

## Versión de Ariana Grande y John Legend
Los cantantes estadounidenses Ariana Grande y John Legend lanzaron una versión de «Beauty and the Beast» el 2 de febrero de 2017 a través de Walt Disney Records como primer sencillo de la banda sonora para la adaptación de la película homónima de 2017. El video musical que le acompaña fue dirigido por Dave Meyers y se estrenó en Freeform el 5 de marzo de 2017. En marzo de 2017, la pianista estadounidense Jennifer Thomas realizó una versión orquestal de la canción con el violonchelista Armen Ksajikian para coincidir con el lanzamiento de la película ese mismo año.

### Posicionamiento en listas
Listas semanales
| Lista (2017)                                | Mejor posición |
| ------------------------------------------- | -------------- |
| Australia (ARIA)                            | 64             |
| Bélgica (Flandes) (Ultratip Bubbling Under) | 41             |
| Canadá (Canadian Hot 100)                   | 70             |
| Corea del Sur (Gaon)                        | 25             |
| Corea del Sur International Chart (Gaon)    | 1              |
| Escocia (Scottish Singles Sales Chart)      | 16             |
| Estados Unidos (Billboard Hot 100)          | 87             |
| Estados Unidos (Kid Digital Songs)          | 1              |
| Estados Unidos (Adult Contemporary)         | 20             |
| Filipinas (Philippine Hot 100)              | 60             |
| Francia (SNEP)                              | 71             |
| Hong Kong (Metro Radio)                     | 1              |
| Irlanda (IRMA)                              | 99             |
| Japón (Japan Hot 100)                       | 10             |
| Japón (Hot Overseas)                        | 2              |
| Nueva Zelanda Heatseekers (RMNZ)            | 6              |
| Panamá (Monitor Latino)                     | 15             |
| Portugal (AFP)                              | 84             |
| Reino Unido (UK Singles Chart)              | 52             |

### Certificaciones
| País           | Organismo certificador | Certificación | Ventas certificadas | Ref.   |
| -------------- | ---------------------- | ------------- | ------------------- | ------ |
| Brasil         | ABPD                   | Platino       | 40 000              | [ 27 ] |
| Estados Unidos | RIAA                   | Oro           | 500 000             | [ 28 ] |
| Japón          | RIAJ                   | Oro           | 100 000             | [ 29 ] |
| Reino Unido    | BPI                    | Plata         | 200 000             | [ 30 ] |